# Frank Depestele
Frank Depestele (ur. 3 września 1977 w Tienen) – belgijski siatkarz, reprezentant kraju, grający na pozycji rozgrywającego. Od sezonu 2019/2020 jest trenerem klubu Decospan Volley Team Menen.

## Sukcesy

### zawodnik

#### klubowe
Superpuchar Szwajcarii:
- 1999

Puchar Szwajcarii:
- 2000

Liga szwajcarska:
- 2000

Superpuchar Belgii:
- 2004, 2005, 2010, 2015

Puchar Belgii:
- 2005, 2006, 2011

Liga belgijska:
- 2005, 2006, 2010
- 2011, 2017

Liga grecka:
- 2007
- 2009

Puchar CEV:
- 2009

Liga rosyjska:
- 2012

Liga argentyńska:
- 2018

### trener

#### klubowe
Liga belgijska:
- 2022[1]
- 2021

## Nagrody indywidualne
- 2007: MVP ligi greckiej w sezonie 2006/2007
- 2010: MVP ligi belgijskiej w sezonie 2009/2010
- 2011: MVP ligi belgijskiej w sezonie 2010/2011